# Alpes-de-haute-provence (IGP)
Pour le département, voir Alpes-de-Haute-Provence.
L’alpes-de-haute-provence, appelé vin de pays des Alpes-de-Haute-Provence jusqu'en 2009, est un vin français d'indication géographique protégée (le nouveau nom des vins de pays) départementale qui a vocation à labelliser, après dégustation, les vins ne pouvant postuler une appellation d'origine.

## Histoire

### Préhistoire et Antiquité
Justin, dans son Abrégé des histoires philippiques (Historiarum Philippicarum, Livre XLIII, chap. IV, 1-2), un ouvrage qu'il présente dans sa préface comme un florilège des passages les plus importants et les plus intéressants du volumineux Historiæ phillippicæ et totius mundi origines et terræ situs rédigé par Trogue Pompée à l’époque d’Auguste, explique : « Sous l'influence des Phocéens, les Gaulois adoucirent et quittèrent leur barbarie et apprirent à mener une vie plus douce, à cultiver la terre et à entourer les villes de remparts. Ils s'habituèrent à vivre sous l'empire des lois plutôt que sous celui des armes, à tailler la vigne et à planter l'olivier, et le progrès des hommes et des choses fut si brillant qu'il semblait, non pas que la Grèce eût émigré en Gaule, mais que la Gaule eût passé dans la Grèce ».

### Période moderne
D'une vieille famille lombarde d'extraction noble, les parents de Jean Taxis sont Jacques Taxis,, et Catherine Daumas. Jacques Taxis (Giacomo Taxis), un descendant direct de Omedeo Tasso, qui possédait une fortune assez considérable, quitta la région lyonnaise, pour s'installer avec sa famille au lieu-dit Portail de Soleil-Bœufs dans les environs de Digne-les-Bains où il racheta à Jean Matheron de Salignac l'hôtel des Dourbes, et plusieurs hectares de vignes à Clumanc.

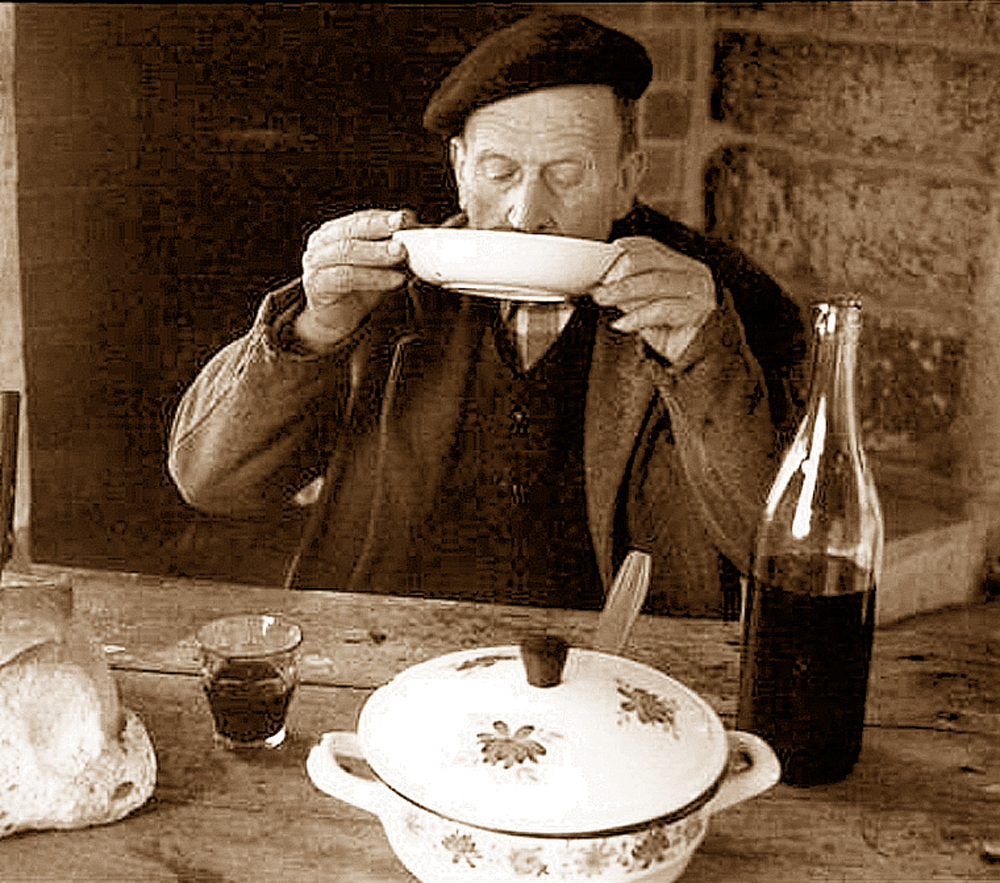
Chabrot dans les Alpes-de-Haute-Provence

Jacques Taxis avait destiné son fils aîné à reprendre l'affaire viticole familiale. Jean Taxis fit ses études chez les Jésuites où il acquit de solides connaissances. Il se passionna très vite pour le commerce. La mort de son père le laissa libre de suivre ses intérêts personnels, notamment dans le domaine de la négoce de tonneaux et de fûts de chêne.
Le vin de Digne n'était qu'un vin de garde destiné à la consommation locale et à la commercialisation régionale mais le « Grand Hiver » de 1709 va précipiter sa réputation dans tout le royaume du XVIe au XIXe siècle. Au cours de l'an 1709, les cours du vin augmentaient et les vins du Bas Languedoc et de Provence, exemptés de droits, s’exportaient pour la première fois à Paris.
En 1709, son talent pour le commerce et surtout la réserve de tonneaux qu'il s'est constituée lui permit d'acheminer plusieurs centaines de pintes de vin par jour vers la capitale et ce qui lui fit sa fortune. On dit que le roi Louis XIV lui-même apprécia le vin de Digne.

## Production
Le vin de pays des Alpes-de-Haute-Provence labellise environ 8 000 hectolitres par an.

## Situation
Ce vin de pays est produit majoritairement dans la vallée de la Durance et il est en progression régulière depuis 1985.

## Types de vin

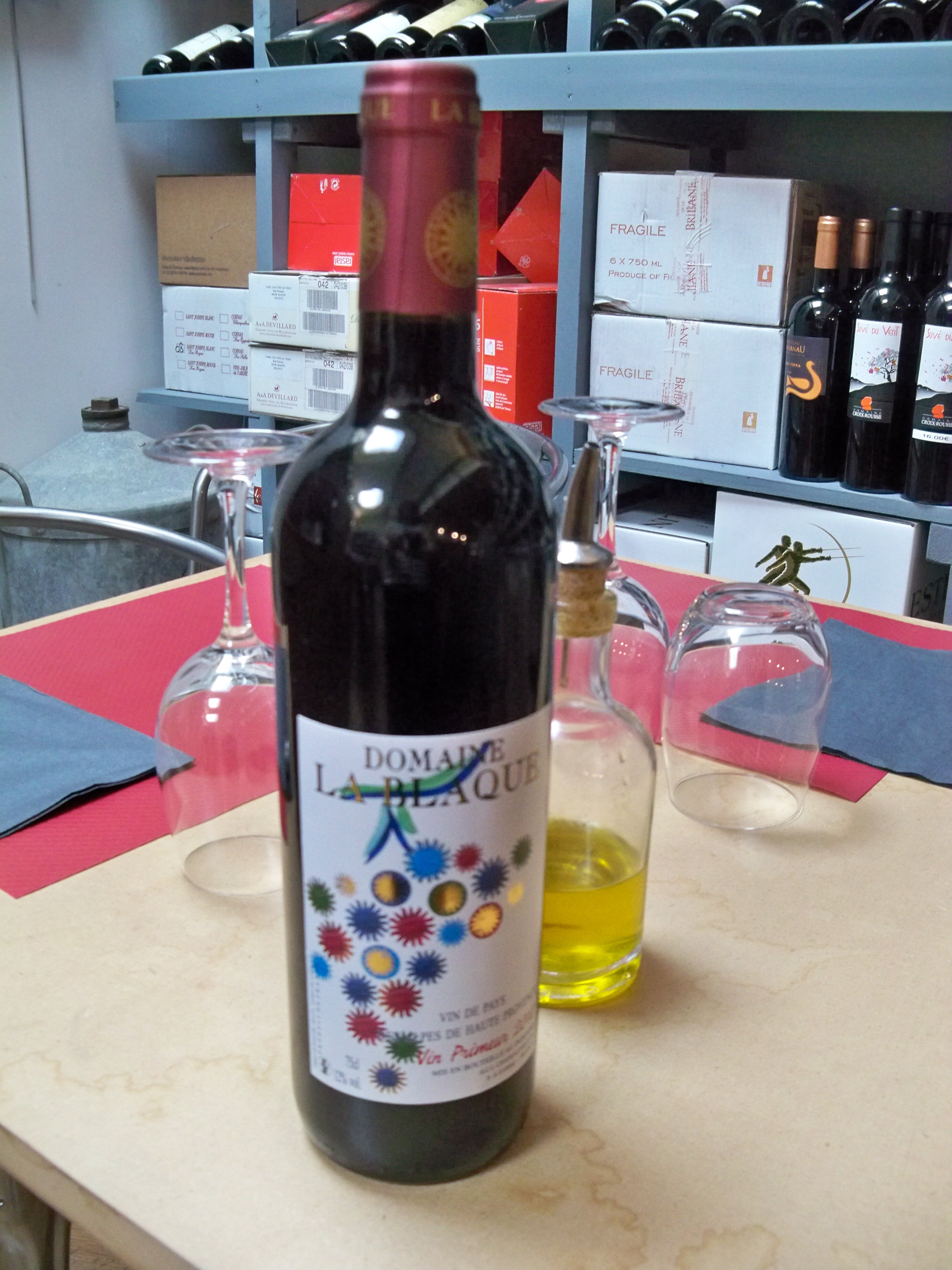
Vin de pays des Alpes-de-Haute-Provence rouge
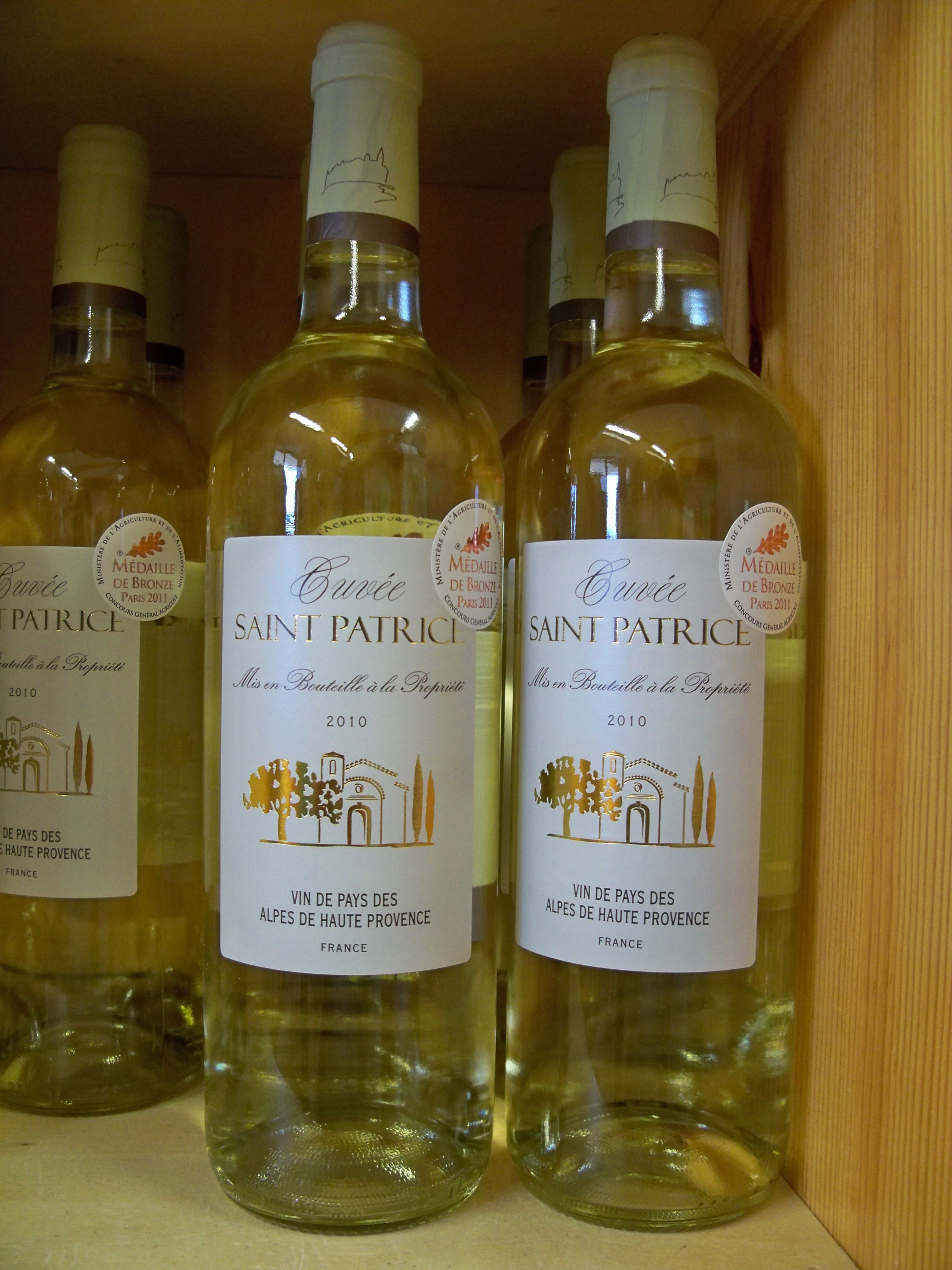
Vin de pays des Alpes-de-Haute-Provence blanc

Les vins rouges représentent 78 % de la production, les rosés 15 % et les blancs 7 %.

## Encépagement
Il reste traditionnel pour les cépages rouges avec grenache, cinsault, syrah, carignan, merlot et cabernet sauvigon. Les cépages blancs sont : ugni blanc, clairette, chardonnay et muscat à petits grains.

## Accord mets / vins

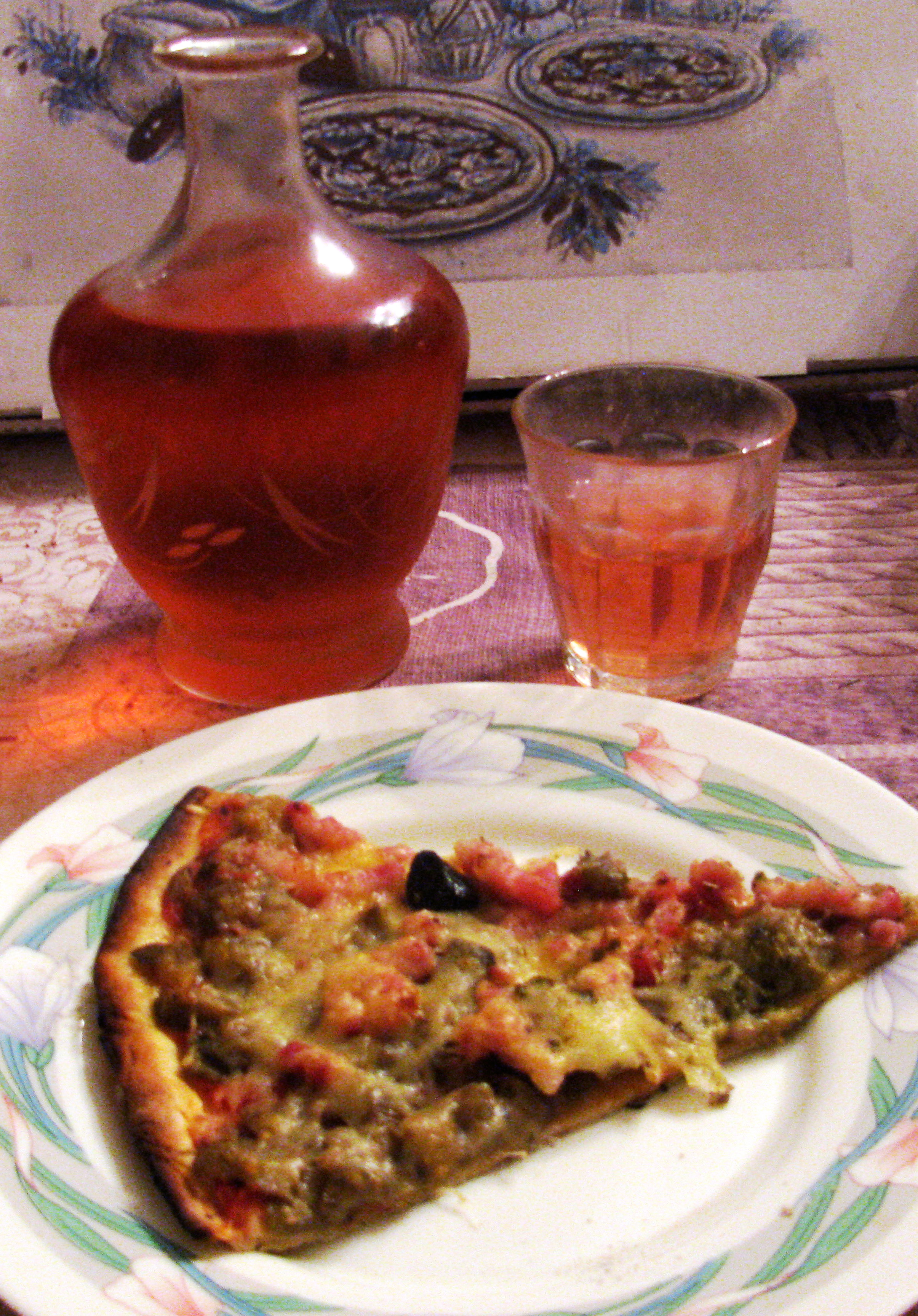
Pizza à la bohémienne et Alpes-de-Haute-Provence IGP rosé

## Commercialisation
La part destinée à l'exportation est de 35 %. Sur le marché intérieur, le reste de ce vin est essentiellement commercialisé à 80 % dans le secteur GMS (grandes et moyennes surfaces), sur le lieu de production à 15 % et en restauration à 5 %.